# DHB-Pokal 1978
Der DHB-Pokal 1978 war die vierte Austragung des Handballpokalwettbewerbs der Herren. Das Finale fand am 16. Juni 1978 vor etwa 3000 Zuschauern in der Sporthalle Gießen-Ost in Gießen statt. Sieger des Endspiels wurde nach 1977 erneut der VfL Gummersbach.

## Modus
Es traten 32 Mannschaften aus der Bundesliga, der Regionalliga (= 2. Liga), der Oberliga (= 3. Liga, in Berlin: Stadtliga) und dem Landesverband unterhalb der Oberliga im K.-o.-System gegeneinander an. Es wurde eine Hauptrunde ausgetragen. Danach erfolgte die weitere Ausspielung in Achtel-, Viertel und Halb-Finals sowie einem Endspiel.

## Teilnehmende Mannschaften
| Bundesliga die 14 Vereine der Saison 1977/78 | Regionalliga 13 Vereine der Saison 1977/78 | Oberliga                                | Landesverband                                  |
| TV Großwallstadt VfL Gummersbach TSV Grün-Weiß Dankersen TuS Hofweier TV 05/07 Hüttenberg TSV Milbertshofen TuS Nettelstedt Frisch Auf Göppingen OSC 04 Rheinhausen THW Kiel TuS Derschlag 1881 SG Dietzenbach Polizei SV Hannover TV 1893 Neuhausen | TSV Tempelhof-Mariendorf VfL Bad Schwartau VfL Günzburg SG Hildesheim SG Leutershausen TV 1860 Elversberg TV Angermund 09 TSG Haßloch TV 05 Mülheim Tschft. St.Tönis 1861 TuS Eintracht Wiesbaden Reinickendorfer Füchse SG Weiche-Handewitt | TB 1891 Wülfrath SG Köndringen/Teningen | Elsdorfer SV TGS Niederrodenbach TuS Altenheim |

## Erste Hauptrunde
Die Spiele der ersten Hauptrunde fanden am 12. und 13. Mai 1978 statt.
| Datum        | Mannschaft 1                  |   | Mannschaft 2                 | Ergebnis |
| ------------ | ----------------------------- | - | ---------------------------- | -------- |
| 12. Mai 1978 | Polizei SV Hannover (BL)      | – | THW Kiel (BL)                | 19:14    |
| 13. Mai 1978 | TV Großwallstadt (BL)         | – | OSC 04 Rheinhausen (BL)      | 31:20    |
| 12. Mai 1978 | TSV Milbertshofen (BL)        | – | VfL Gummersbach (BL)         | 20:22    |
| 13. Mai 1978 | Frisch Auf Göppingen (BL)     | – | SG Dietzenbach (BL)          | 25:21    |
| 13. Mai 1978 | TSV Grün-Weiß Dankersen (BL)  | – | TuS Nettelstedt (BL)         | 15:16    |
| 12. Mai 1978 | TSV Tempelhof-Mariendorf (RL) | – | TV 05/07 Hüttenberg (BL)     | 13:25    |
| 13. Mai 1978 | VfL Bad Schwartau (RL)        | – | TuS Hofweier (BL)            | 14:19    |
| 13. Mai 1978 | VfL Günzburg (RL)             | – | TuS Derschlag 1881 (BL)      | 17:20    |
| 13. Mai 1978 | SG Hildesheim (RL)            | – | SG Leutershausen (RL)        | 21:20    |
| 13. Mai 1978 | TV 1860 Elversberg (RL)       | – | TV Angermund 09 (RL)         | 8:14     |
| 13. Mai 1978 | TSG Haßloch (RL)              | – | TV 05 Mülheim (RL)           | 16:18    |
| 13. Mai 1978 | Tschft. St.Tönis 1861 (RL)    | – | TB 1891 Wülfrath (OL)        | 14:13    |
| 13. Mai 1978 | Elsdorfer SV (LV)             | – | TuS Eintracht Wiesbaden (RL) | 17:20    |
| 13. Mai 1978 | TGS Niederrodenbach (LV)      | – | Reinickendorfer Füchse (RL)  | 18:23    |
| 13. Mai 1978 | TuS Altenheim (LV)            | – | SG Köndringen/Teningen (OL)  | 18:22    |
| –            | SG Weiche-Handewitt (RL)      | – | TV 1893 Neuhausen (BL)       | 0:0*     |

* TV 1893 Neuhausen verzichtete, womit SG Weiche-Handewitt in das Achtelfinale einzog.

## Achtelfinale
Die Spiele der Achtelfinals fanden am 27. Mai 1978 statt.
| Datum        | Mannschaft 1                 |   | Mannschaft 2                | Ergebnis |
| ------------ | ---------------------------- | - | --------------------------- | -------- |
| 27. Mai 1978 | Polizei SV Hannover (BL)     | – | VfL Gummersbach (BL)        | 14:16    |
| 27. Mai 1978 | TuS Hofweier (BL)            | – | TV 05/07 Hüttenberg (BL)    | 14:20    |
| 27. Mai 1978 | TuS Nettelstedt (BL)         | – | TV Großwallstadt (BL)       | 18:17    |
| 27. Mai 1978 | TV Angermund 09 (RL)         | – | Reinickendorfer Füchse (BL) | 18:11    |
| 27. Mai 1978 | TuS Eintracht Wiesbaden (RL) | – | TuS Derschlag 1881 (BL)     | 20:19    |
| 27. Mai 1978 | SG Weiche-Handewitt (RL)     | – | Frisch Auf Göppingen (BL)   | 16:14    |
| 27. Mai 1978 | TV 05 Mülheim (RL)           | – | Tschft. St.Tönis 1861 (RL)  | 28:9     |
| 27. Mai 1978 | SG Köndringen/Teningen (OL)  | – | SG Hildesheim (RL)          | 14:15    |

## Viertelfinale
Die Spiele der Viertelfinals fanden am 3. Juni 1978 statt.
| Datum        | Mannschaft 1                 |   | Mannschaft 2             | Ergebnis |
| ------------ | ---------------------------- | - | ------------------------ | -------- |
| 3. Juni 1978 | VfL Gummersbach (BL)         | – | TV 05 Mülheim (RL)       | 27:18    |
| 3. Juni 1978 | TuS Nettelstedt (BL)         | – | TV Angermund 09 (RL)     | 29:10    |
| 3. Juni 1978 | TuS Eintracht Wiesbaden (RL) | – | TV 05/07 Hüttenberg (BL) | 18:20    |
| 3. Juni 1978 | SG Hildesheim (RL)           | – | SG Weiche-Handewitt (RL) | 16:18    |

## Halbfinale
Die Spiele der Halbfinals fanden am 10. Juni 1978 statt.
| Datum         | Mannschaft 1         |   | Mannschaft 2             | Ergebnis |
| ------------- | -------------------- | - | ------------------------ | -------- |
| 10. Juni 1978 | VfL Gummersbach (BL) | – | SG Weiche-Handewitt (RL) | 16:13    |
| 10. Juni 1978 | TuS Nettelstedt (BL) | – | TV 05/07 Hüttenberg (BL) | 17:18    |

## Finale
Das Finalspiel um den DHB-Pokal wurde am 16. Juni 1978 zwischen dem VfL Gummersbach und dem TV 05/07 Hüttenberg vor etwa 3000 Zuschauern in der Sporthalle Gießen-Ost in Gießen ausgetragen. Den Pokal sicherte sich zum zweiten Mal in der Vereinsgeschichte und nach 1977 erneut die Mannschaft vom VfL Gummersbach, die das Team des TV 05/07 Hüttenberg mit 14:11 besiegte.
| Datum         | Mannschaft 1         |   | Mannschaft 2             | Ergebnis |
| ------------- | -------------------- | - | ------------------------ | -------- |
| 16. Juni 1978 | VfL Gummersbach (BL) | – | TV 05/07 Hüttenberg (BL) | 14:11    |